# Pierre Louis Charles de Failly
Ne pas confondre avec Pierre Louis de Failly (1724-18..?), Député de la noblesse du bailliage de Vitry-le-François
Pour les articles homonymes, voir Failly (homonymie).
Pierre Louis Charles Achille de Failly (Rozoy-sur-Serre, 21 janvier 1810 – Compiègne, 15 novembre 1892) est un officier général français.

## Biographie
Né à Rozoy-sur-Serre dans l'Aisne, il est le fils de Charles, Louis comte de Failly et de Sophie de Mons de Maigneux. Il intègre l'École spéciale militaire de Saint-Cyr en 1826.
Il fait ses premières armes à Paris, dans l'affaire de la rue Transnonain, où il gagne une réputation de cruauté militaire. Le crayon de Daumier a reproduit l'épisode de la maison Doyen avec une singulière énergie.
Colonel au mois d'août 1851, général de brigade le 29 août 1854, il participe à la guerre de Crimée et revint général de division.
Il épouse en 1857 Felicité de Frézals de Bourfaud née à Compiègne (Oise) le 19 avril 1821.
Chevalier de la Légion d’honneur depuis 1842, il est nommé grand officier de l’ordre le 25 juin 1859, après la campagne d'Italie.
En 1867, il est chargé d'arrêter net la tentative de Garibaldi sur les États romains ; c'est alors qu'après Mentana il écrit : « nos fusils Chassepot ont fait merveille », phrase qui lui est durement reprochée.
Sénateur depuis le 12 mars 1868, il commande le  5e corps d'armée durant la guerre franco-allemande de 1870. Le favori impérial donne la mesure de son esprit militaire en laissant écraser Mac-Mahon à Reichshoffen, le 6 août 1870.
Le 30 août, méprisant les avertissements des habitants de Beaumont-en-Argonne, il se laisse surprendre, près de la Meuse, au moment où ses soldats mangent la soupe. Victime de l'impéritie de son chef, la division de Failly écrasée, découvre le corps principal de l'armée, en marche sur Sedan, et sa déroute précipite le désastre final. Failly est démis de son commandement, et se retrouve prisonnier après la capitulation de Sedan.
À son retour d'Allemagne, le général de Failly échappe au Conseil de guerre et se fait oublier avant de prendre sa retraite.

## Carrière militaire
Voir tableau ci-dessous

## Campagnes
- 1830 et 1831 : Algérie
- 1851 à 1854 :	Algérie
- 1854 à 1856 : campagne d'Orient
- 1859 : campagne d'Italie
- 1867 : corps expéditionnaire de Rome
- 1870 : campagne contre la Prusse

## Décorations

### Décorations françaises
- Médaille militaire (26 décembre 1868) en tant qu'officier général[3].
- Grand officier de la Légion d'honneur (décret du 25 juin 1859).
- Médaille de Crimée.
- Médaille commémorative de la campagne d'Italie (1859).

### Décorations étrangères
- Chevalier commandeur de l'ordre du Bain (Royaume-Uni).
- 2e classe dans l'ordre du Médjidié (Turquie).
- Grand-croix de l'ordre de Frédéric (Wurtemberg).
- Grand-croix de l'ordre des Saints-Maurice-et-Lazare (Italie).
- Médaille de la valeur militaire (Sardaigne).